# Remiz consobrinus
Remiz consobrinus е вид птица от семейство Remizidae.

## Разпространение
Видът е разпространен в Китай, Русия, Северна Корея, Южна Корея и Япония.